# Bourdonnay
Bourdonnay é uma comuna francesa na região administrativa de Grande Leste, no departamento de Mosela. Estende-se por uma área de 17,4 km². Em 2010 a comuna tinha 234 habitantes (densidade: 13,4 hab./km²).